# ألفرد إم. وود
ألفرد إم. وود هو سياسي أمريكي، ولد في 19 أبريل 1825، وتوفي في 28 يوليو 1895.